# Camirus consocius
Camirus consocius är en insektsart som först beskrevs av Philip Reese Uhler 1876.  Camirus consocius ingår i släktet Camirus och familjen sköldskinnbaggar. Inga underarter finns listade i Catalogue of Life.